# 브라니미르

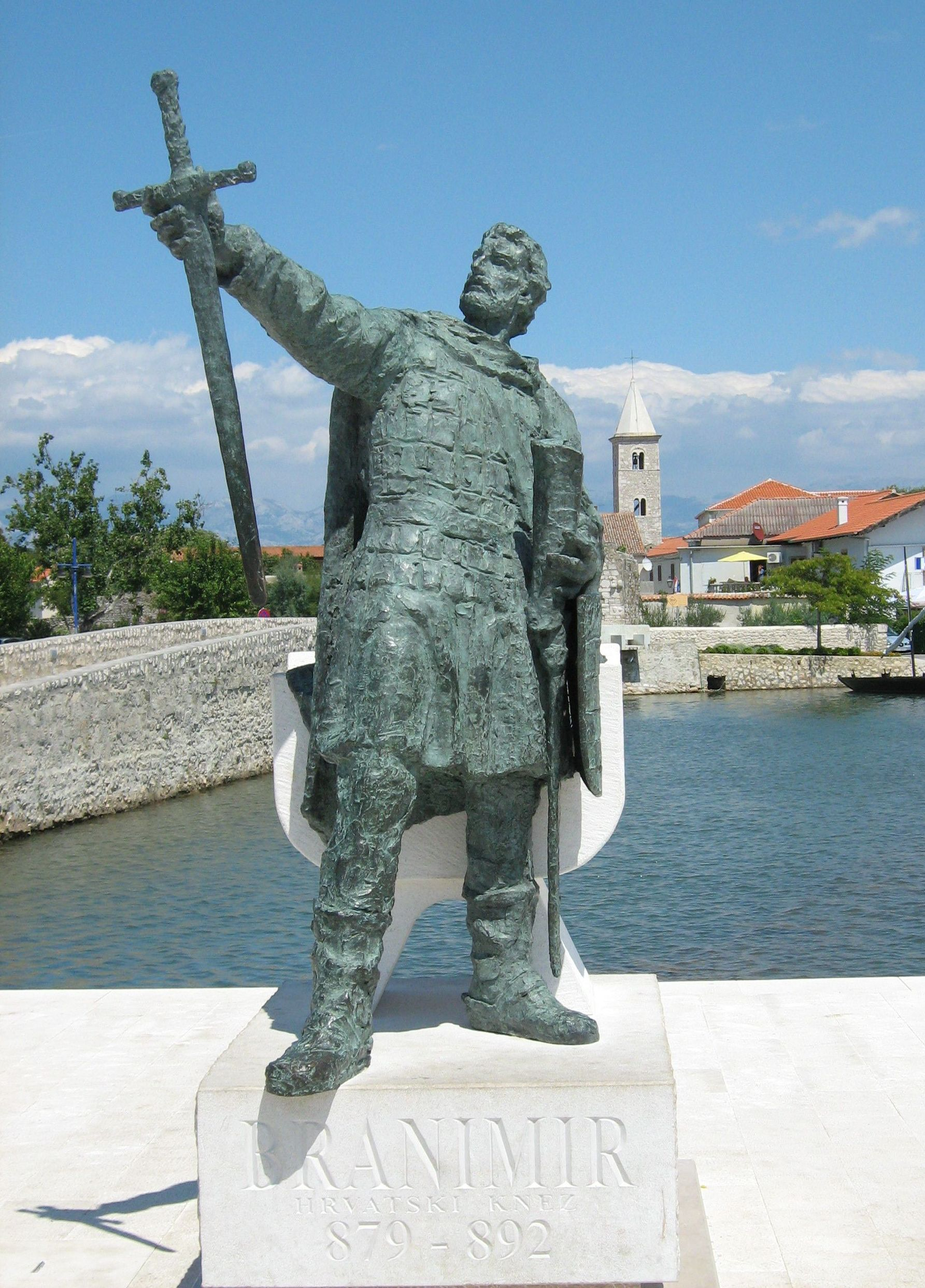
닌에 세워진 브라니미르의 동상

브라니미르(크로아티아어: Branimir, 라틴어: Branimiro 브라니미로[*], 생년 미상 ~ 892년)는 크로아티아의 공작(재위: 879년 ~ 892년경)이다. 도마고예비치 가(Domagojević) 출신이다.

## 생애
879년 크닌 인근에서 비잔티움 제국의 지원을 받고 있던 즈데슬라브(Zdeslav) 공작에 반대하는 반란을 일으키면서 즈데슬라브를 살해하고 크로아티아의 공작으로 즉위했다. 브라니미르 공작은 교황청과 우호적인 관계를 수립했다.
브라니미르 공작은 크로아티아를 오가는 베네치아 공화국 국민에게는 세금을 부과했고 나렌타인(Narentines)이 경영하는 선박이 아드리아해 동부 연안을 통행할 수 있도록 지시했다. 또한 비잔티움 제국의 지배를 받고 있던 달마티아의 도시들은 크로아티아의 공작에게 710 두카트를 지불해야 했다.
브라니미르 공작은 콘스탄티노폴리스 세계 총대주교가 영향력을 행사하고 있던 스플리트 주교구에 맞서 크로아티아의 독립적인 교권을 행사하고 있던 닌 주교구를 공인했다. 882년에는 모라바에서 콘스탄티노폴리스까지를 여행하고 있던 성 메토디우스 사절단이 크로아티아를 방문했다. 브라니미르 공작은 교회 전례에서 라틴어와 슬라브어를 사용하는 것을 지지했을 정도로 크로아티아 교회의 독립에 주력했다. 크로아티아의 공작위는 트르피미로비치 왕조(Trpimirović) 출신의 문치미르가 승계받았다.

## 사진

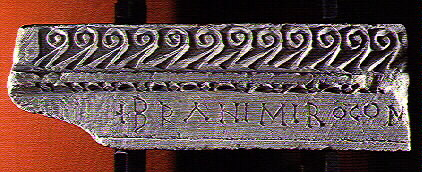
브라니미르 공작의 이름이 새겨진 들보 (880년경 제작)
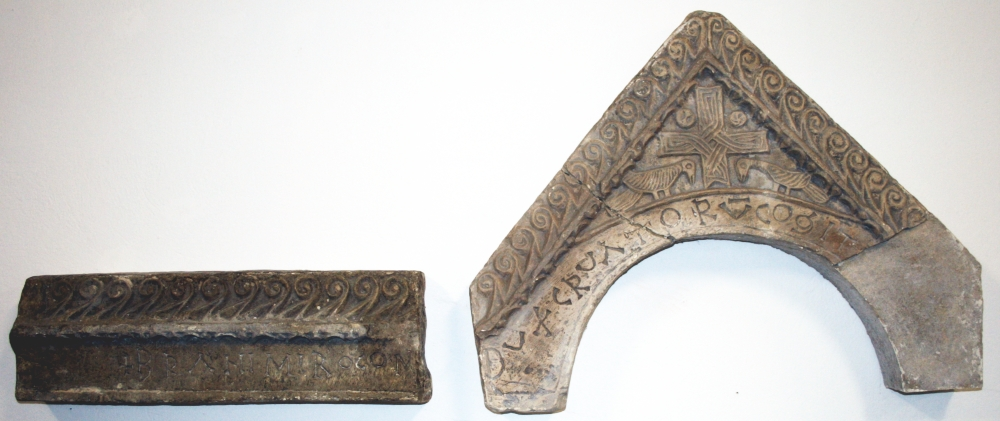
브라니미르 공작의 이름이 새겨진 들보와 박공 (880년경 제작)

| 전임 즈데슬라브 | 크로아티아의 공작 879년경 ~ 892년 | 후임 문치미르 |